# Camaçari
Camaçari is een gemeente in de Braziliaanse deelstaat Bahia. De gemeente telt 296.893 inwoners (schatting 2017).

## Aangrenzende gemeenten
De gemeente grenst aan Dias d'Ávila, Lauro de Freitas, Mata de São João en Simões Filho.